# Eriococcus oligacanthus
Eriococcus oligacanthus är en insektsart som först beskrevs av Danzig 1972.  Eriococcus oligacanthus ingår i släktet Eriococcus och familjen filtsköldlöss.
Artens utbredningsområde är Mongoliet. Inga underarter finns listade i Catalogue of Life.